# 中國國民黨人民解放軍
中國國民黨人民解放軍為1949年7月下旬中國共產黨同意程潛、陳明仁率中华民国国军投靠後，可暫用「中國國民黨人民解放軍」名義，以區別其他投共隊伍。

## 歷史
1948年11月，第一兵团在武汉重建，辖29、71军（29军军长陈明仁，辖197、234、307师；71军军长熊新民，辖87、88师），司令官为陈明仁。1949年2月兵团改驻长沙，14、100、103军加入兵团，和原29、71军合并整编为3个军，兵团此时辖14、71、100军（14军军长成剛，辖10、62、63师；71军军长熊新民，辖87、88、232师；100军军长杜鼎，辖19、197、307师）。

### 投共交涉
1949年7月下旬，時任中華民國湖南省政府主席程潛及中华民国国军第一兵團司令官陳明仁就投靠中國共產黨一事與中共代表李明灝交涉時，陳明仁提議「保留兵團司令職務，俾其努力杀敌图功」。隨後，李明灝回報中共中央與中央軍委，並得到了中央軍委的首肯。程潛進而於同年8月3日致電毛澤東、朱德及領導機關建議設立「中國國民黨湖南人民軍政委員會」及「中國國民黨湖南人民解放軍司令部」。後來程潛收到毛澤東等人覆電稱：
「为对抗广州伪府，为维护湖南秩序，为稳定军心，为便利谈判，为号召各方，所提设立由先生领导的中国国民党湖南人民临时军政委员会及陈明仁将军的中国国民党湖南人民解放军司令部两项临时机构……均属必要，可即施行」。

### 通電投共後
1949年8月4日下午，程潛、陳明仁等人通電投共，宣布正式脫離位於廣州的中华民国政府，所屬第一兵團改組為「中國國民黨人民解放軍第一兵團」。原一兵團轄3個軍9個師，兵團兩個副司令官、3個軍長，5個師長率大部隊伍幡正；中華民國政府重建新的第一兵团，辖14、71军（14军军长成刚，辖10、62、63师；71军军长熊新民，辖87、88师），司令官为黄杰。9月，97军（辖33、82师、暂1师）也划归第一兵团序列。1949年12月在广西战役中被重创，残部逃入越南，由法屬印度支那船运往台灣。
1949年8月中旬，一兵團司直及第63、232、197，307師之大部，省保安司令部司直和5個師中的1、2、3師，4個師管區中的湘東、湘西兩個師管區（縱隊）等部，約77,000餘人，在瀏陽整編，合編為3個軍9個師。
1949年11月，再次整編為中國人民解放軍第21兵團，縮編為兩個軍6個師，另調進兩個團補鞏共約37,000餘人，列入第四野戰軍建制。